# Bres
Bres je jedním z irských keltských bohů. Jeho matkou je Eri, dcera Delbaithova, žena z božského lidu Tuatha Dé Danann. 

## Zrození Brese
Podle mýtu Eri odmítala lásku všech mužů svého lidu a podlehla až Elathanovi, synu Dalbaechovu, který patřil k nepřátelským Fomóirům. Elathan ji jednou překvapil, když se procházela na pobřeží. Vzal na sebe podobu nádherného plavovlasého mladíka se zlatem vyšívanými šaty a s pěti zlatými kruhy kolem krku. Připlul k ní v zářivé lodi a na Eri to udělalo takový dojem, že se s ním hned pomilovala. Elathan ji poté opustil a na rozloučenou jí daroval svůj prsten a přikázal jí, že ho smí dát jen muži, kterému přesně padne. 
Z jejich spojení se pak narodil Bres, který byl tak pohledný, že byl nazýván Bresem Krásným.

## Bresova vláda
Když král Tuathů Nuada přišel v boji o ruku, nastoupil na jeho místo Bres a oženil se s Brigid, dcerou Dagdovou. Vládl ale nespravedlivě, utiskoval lid vysokými daněmi a nedokázal zakročit proti Fomóirům, kteří drancovali zemi a vybírali od Tuathů vysoké poplatky. Bresovi poddaní vymýšleli různé triky, kterými se vyhýbali placení daní do královské pokladny (například když měli odevzdat mléko svých krav, vyrobili krávy ze dřeva a nalili jim do vemen bahnitou vodu, a když ji potom Bres vypil, bylo mu dlouho špatně). Bres také proslul svou lakotou - nepořádal už na svém dvoře oslavy, jak bylo zvykem za jeho předchůdce, a k návštěvám se choval velmi nepohostinně. Tím urazil barda Corpreho, který u něj přenocoval v nepohodlné kamenné kobce a nedostal ani pořádně najíst. Corpre na toto téma druhého dne složil první irskou satiru, která měla na Brese zničující účinky. Podle různých verzí legendy byl po vyslechnutí satiry Bres stižen buď věčnou smůlou nebo nežity, nebo se rozčílil tak, že na povrch vyšla jeho fomóirská-démonská podstata. Tak či tak tím Corpre značně přispěl k pádu Bresovy vlády a na trůn se znovu dostal Nuada, který zatím získal novou ruku.

## Bres u Fomóirů
Když Bres přišel o trůn, přemýšlel, jak by se Tuathům pomstil. Jeho matka mu prozradila, že jeho otec byl jedním z fomóirských vůdců, a dala Bresovi prsten, který kdysi od Elathana dostala. Bres se tedy se svou družinou vydal hledat pomoc k Elathanovi, a ten ho poslal za nejvyšším králem Fomóirů Balorem, který Brese přijal mezi své lidi a dovolil mu táhnout s vojskem v bitvě proti Tuathům. Tuathové ale nakonec Fomóiry porazili v druhé bitvě na Magh Tuireadh díky Lughovi a Bres si u Lugha vyprosil milost výměnou za své znalosti o zemědělství. V této bitvě také padnul Ruadan, syn, kterého měl Bres s Brigid a který s Bresem bojoval proti Tuathům, a Brigid ho šla po bitvě oplakávat na bojiště. Byl to prý první caoine (žalozpěv, lament), který Irsko slyšelo.